# Nosodendron chelonarium
Nosodendron chelonarium är en skalbaggsart som beskrevs av Joly 1991. Nosodendron chelonarium ingår i släktet Nosodendron och familjen almsavbaggar. Inga underarter finns listade i Catalogue of Life.